# Нежидер (језеро)
Нежидерско језеро (мађ. Fertő tó) је језеро у Аустрији (Бургенланд) и Мађарској. 

## Географија језера
Језеро обухвата површину од 183 km², а са појасом трске 320 km². Дубина је у просеку 1—2 м. Ниво му варира, тако је 1786. године имало 515 km², а у периоду 1811. до 1812. и 1867. до 1871. је потпуно пресушило. Језеро је без отицања. Знатно утиче на климу околног подручја (гајење винове лозе и воћарство). Има доста рибе. Део језера обухваћен је 1965. Националним парком Ферто-Хансаг због многих врста птица мочварица. Данас простор националног парка захвата и део територије Аустрије, па представља пример прекограничног националног парка.
На језеру је развијен и туризам. Језеро се налази на листи светске баштине Унеска.